# Dietmar Pfeifer (Mathematiker)
Dietmar Pfeifer (* 17. März 1953 in Wuppertal) ist ein deutscher Mathematiker und Hochschullehrer. Im Mittelpunkt seiner Arbeit stehen statistische Methoden der Versicherungs- und Finanzmathematik.

## Leben
Pfeifer studierte Mathematik mit Nebenfach Wirtschaftswissenschaften an der RWTH Aachen. Nachdem er 1977 seinen Diplomstudiengang abgeschlossen hatte, promovierte er 1980 an der Universität. Im Anschluss an seine vier Jahre später abgeschlossene Habilitation ging er in die Vereinigten Staaten. Zunächst Gastprofessor an der University of North Carolina erhielt er ein Forschungsstipendium der DFG und war an der University of California, Santa Barbara und der Indiana University ebenfalls als Gastdozent tätig.
1987 folgte Pfeifer einem Ruf der Universität Oldenburg und hatte bis 1995 die Professur zur „Mathematisierung der Wirtschaftswissenschaften“ inne. Ab 1991 war er zusätzlich als Dozent an der Berufsakademie Oldenburger Münsterland tätig. 1995 wechselte er an die Universität Hamburg, bei der er den Lehrstuhl für Versicherungsmathematik übernahm. 
Von 1992 bis 1997 leitete Pfeifer die Statistik-Arbeitsgruppe im Projekt „Untersuchungen zu Reaktionen raum-zeitlicher Muster von Organismengemeinschaften im Watt auf Umwelteinflüsse: Beiträge der Angewandten Statistik zur Versuchsplanung, Durchführung und Auswertung“ im Forschungsprojekt ELAWAT (Elastizität des Ökosystems Wattenmeer) unter Förderung des damaligen Bundesministeriums für Bildung und Forschung. 
Von 1999 bis 2010 leitete Pfeifer in Kooperation mit dem Personalamt der Freien und Hansestadt Hamburg ein Forschungsprojekt mit dem Thema „Prognose und Simulation zukünftiger Versorgungsausgaben im Öffentlichen Dienst der Freien und Hansestadt Hamburg“ (PZVA). 
Im Jahr 2000 kehrte er an die Carl von Ossietzky Universität Oldenburg zurück und erhielt dort den Lehrstuhl für Angewandte Wahrscheinlichkeitstheorie. 
Ab 1997 als wissenschaftlicher Berater für den Rückversicherungsmakler Jauch & Hübener (später AON bzw. AON Benfield) tätig, übernahm Pfeifer 2002 für zwei Jahre die Leitung des Aktuariats-Teams des zugehörigen Rückversicherers Aon Re Europe. Von 2006 bis 2023 war er Mitglied im Aufsichtsrat der Gegenseitigkeit Versicherung Oldenburg, seit 2019 dessen Vorsitzender.
Seit 2003 ist er Mitglied der Deutschen Gesellschaft für Versicherungs- und Finanzmathematik, in deren Vorstand er bis 2007 vertreten war. Zwischen 2005 und 2007 war er Beirat der zur Deutschen Aktuarvereinigung gehörenden Aktuarakademie, für die er von 2007 bis 2013 als Dozent arbeitete. 2009 wurde er zusammen mit Roland Voggenauer Leiter der ASTIN-Fachgruppe der DAV.
2013 initiierte er mit anderen Kollegen die Akkreditierung des berufsbegleitenden Masterstudiengangs „Risikomanagement für Finanzdienstleister“ am Center für lebenslanges Lernen (C3L) an der Universität Oldenburg, wo er bis 2022 auch nebenberuflich aktiv lehrte.
Seit dem 1. Oktober 2016 ist Pfeifer im Ruhestand.
Pfeifer hat seit seiner Jugendzeit auch einige kammermusikalische Werke komponiert.

## Werke
- Dietmar Pfeifer: Einführung in die Extremwertstatistik. Teubner Verlag, Stuttgart 1989, ISBN 3-519-02727-5.
- Rudolf Mathar und Dietmar Pfeifer: Stochastik für Informatiker. Teubner Verlag, Stuttgart 1990, ISBN 3-519-02240-0.